# Ausweisnummer

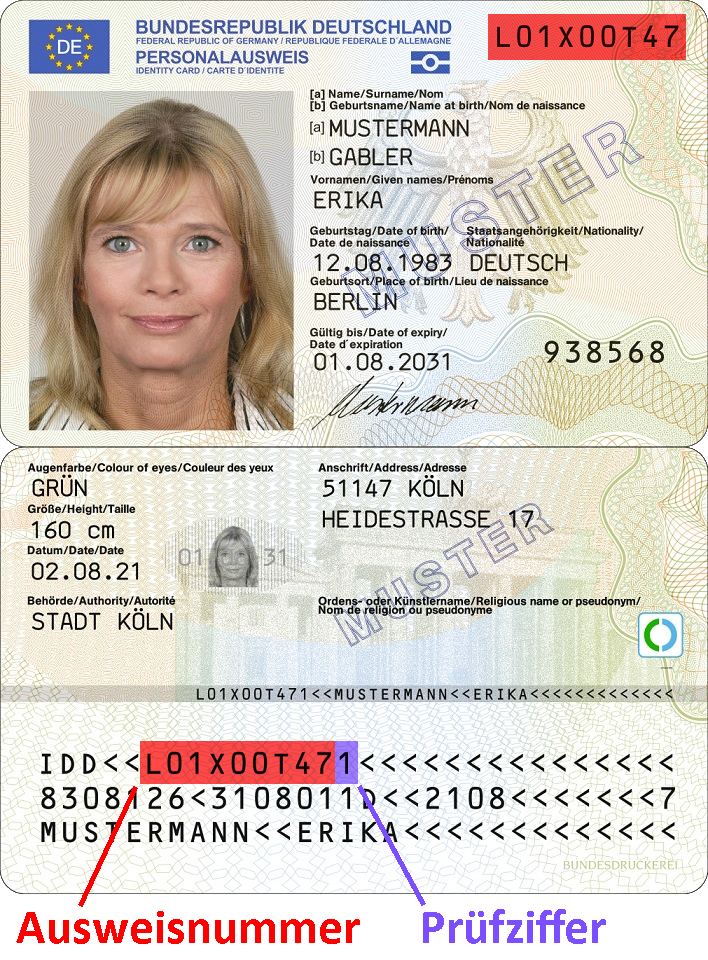
Ausweisnummern auf dem bis 1. Mai 2024 geltenden deutschen Personalausweis

Die Ausweisnummer oder alphanumerische Seriennummer ist eine eindeutige Nummer zur Identifikation eines Ausweises zu einer Person. Sie wird zum Beispiel als eigenständige Nummer auf deutschen Personalausweisen oder Reisepässen gedruckt. Obwohl diese mit dem seit November 2010 ausgegebenen neuen Personalausweisen alphanumerische Zeichen enthalten, werden sie im Personalausweisgesetz (PAuswG) sowie im Passgesetz (PassG) weiterhin als Nummern bezeichnet (§ 2 PAuswG, § 4 Abs. 1 PassG).
Zusammen mit zusätzlichen Prüfziffern und Daten des Ausweisinhabers ergibt sich die Personalausweis-ID bzw. Pass-ID oder -Kennziffer.

## Aufbau
Die alphanumerischen Seriennummern von Personalausweis und Reisepass setzen sich aus einer vierstelligen Behördenkennzahl (BKZ) und einer fünfstelligen, im neuen Personalausweis zufällig vergebenen Nummer zusammen und können Ziffern und Buchstaben enthalten (§ 2 Abs. 8 PAuswG und Anlage 11 PassV). Vorläufige Personalausweise haben Nummern mit einem Buchstaben und sieben Ziffern. In der maschinenlesbaren Zone von Personalausweis und Reisepass (Machine readable zone – MRZ) ist neben der Seriennummer auch eine Prüfziffer enthalten (vgl. § 5 Abs. 4 PAuswG und § 4 PassG). Die Prüfziffern werden dabei aus den Daten des maschinenlesbaren Bereichs errechnet und dienen zur Feststellung der Unversehrtheit des Personalausweises bzw. Reisepasses (§ 2 Abs. 9 PAuswG).
Bei seit dem 1. November 2010 ausgegebenen Personalausweisen setzt sich die maschinenlesbare Zone wie folgt zusammen: Nach den Buchstaben „IDD“ (für Personalausweis der Bundesrepublik Deutschland) oder „ITD“ (für vorläufigen Personalausweis der Bundesrepublik Deutschland) folgen nach zwei Füllzeichen „<“ Seriennummer und Prüfziffer. Nach weiteren Füllzeichen folgen in einer neuen Zeile Geburtsdatum und Prüfziffer, ein Füllzeichen und das Ablaufdatum des Personalausweises, wiederum eine Prüfziffer und ein Zeichen für die Staatsangehörigkeit. Nach weiteren Füllzeichen folgt die Versionsnummer „JJMM“, danach weitere Füllzeichen und letztendlich eine Gesamtprüfziffer, die aus allen Ziffern gebildet wird. In der dritten Zeile folgt der Nachname, zwei Füllzeichen „<“ und der Vorname. Der Rest der Zeile besteht aus Füllzeichen.
Die maschinenlesbare Zone des Passes enthält die Zeichen „P<D“ (für Reisepass), „PCD“ (für ehemaligen Kinderreisepass), „PPD“ (für vorläufigen Reisepass), „POD“ (für Dienstpass und vorläufigen Dienstpass) oder „PDD“ (für Diplomatenpass und vorläufigen Diplomatenpass), gefolgt von zwei Füllzeichen „<“ und Name sowie Vorname, getrennt durch zwei Füllzeichen. In einer zweiten Zeile folgen Seriennummer und Prüfziffer, drei Zeichen für die Nationalität der Person und danach Geburtsdatum und Prüfziffer, Geschlecht („M“, „F“ oder „<“) und das Ablaufdatum des Passes, wiederum eine Prüfziffer, die Versionsnummer „JJMM“, nach weiteren Füllzeichen eine Prüfziffer und letztendlich eine Gesamtprüfziffer, die aus allen Ziffern gebildet wird.
Die ersten drei Prüfziffern beziehen sich jeweils auf den Block der zuvor stehenden Zeichen. Die letzte Prüfziffer hingegen bezieht sich auf sämtliche Zeichen von Ausweis- bzw. Passnummer und Daten, einschließlich der drei vorstehenden Prüfziffern. Die Berechnung der Prüfziffern richtet sich nach dem Document 9303 Part 3  der Internationalen Zivilluftfahrtorganisation (ICAO). Darin sind auch der Aufbau der MRZ sowie Spezifikationen für maschinenlesbare Reisepässe, Visa und Ausweise beschrieben.
Beim alten Personalausweis und Reisepass bestand die Seriennummer nur aus Ziffern. Bei deutschen Pässen wurde die numerische Seriennummer bereits zum 1. November 2007 auf ein alphanumerisches System umgestellt. Die Anordnung in der MRZ war auch etwas anders: Nach „IDD“ bzw. „ITD“ folgten Name und Vorname (jeweils durch die Füllzeichen „<“ unterbrochen), in einer neuen Zeile vier Ziffern für die BKZ, fünf Ziffern für die zufällig vergebene Ausweisnummer, einer Prüfziffer und das „D“. Nach zwei Füllzeichen folgten Geburtsdatum und Prüfziffer, ein Füllzeichen, das Ablaufdatum und Prüfziffer, nach sieben weiteren Füllzeichen letztendlich eine Gesamtprüfziffer, die aus allen Ziffern gebildet wird.
Die Seriennummer in neuen seit November 2010 ausgegebenen deutschen Personalausweisen und Pässen setzt sich aus den Ziffern 1 bis 9 und ausgewählten Buchstaben des lateinischen Alphabets zusammen, wobei insgesamt 26 alphanumerische Zeichen Verwendung finden. Zur Vermeidung sinntragender Wörter wurde auf die Verwendung von Vokalen und bestimmten Buchstaben (A, B, D, E, I, O, Q, S und U) verzichtet. Die Seriennummern werden demnach aus den folgenden Zeichen gebildet: 1, 2, 3, 4, 5, 6, 7, 8, 9, C, F, G, H, J, K, L, M, N, P, R, T, V, W, X, Y und Z. Seit 1. November 2021 wird die Ziffer 0 nicht mehr verwendet, der Buchstabe O ist generell nicht enthalten. Bei Personalausweisen und Pässen, die vor dem 1. November 2023 ausgestellt wurden, kann die Dokumentennummer in Ausnahmefällen nur aus Buchstaben bestehen.
Beim vorläufigen Reisepass, vorläufigen Dienstpass und vorläufigen Diplomatenpass sowie beim vorläufigen Personalausweis und beim Ersatz-Personalausweis besteht die Seriennummer aus einem Serienbuchstaben und sieben Ziffern.

## Format der maschinenlesbaren Zone

### Personalausweis gültig ab November 2010
| Gewichtung       |                                                |                                                | 7317                                               | 31731                                              |                                                    |                                             |                                             |                                             |                                             |                                   |                 |                                                              |                 |                                                 |  |
| Zeichen 1. Zeile | IDD                                            | <<                                             | wwww                                               | NNNNN                                              | n                                                  | <<<<<<<<<<<<<<<                             | <<<<<<<<<<<<<<<                             | <<<<<<<<<<<<<<<                             | <<<<<<<<<<<<<<<                             | <<<<<<<<<<<<<<<                   | <<<<<<<<<<<<<<< | <<<<<<<<<<<<<<<                                              | <<<<<<<<<<<<<<< | <<<<<<<<<<<<<<<                                 |  |
| Bedeutung        |                                                |                                                | Behördenkennzahl zufällig vergebene Nr. Prüfziffer | Behördenkennzahl zufällig vergebene Nr. Prüfziffer | Behördenkennzahl zufällig vergebene Nr. Prüfziffer |                                             |                                             |                                             |                                             |                                   |                 |                                                              |                 |                                                 |  |
|                  |                                                |                                                |                                                    |                                                    |                                                    |                                             |                                             |                                             |                                             |                                   |                 |                                                              |                 |                                                 |  |
| Gewichtung       | 73                                             | 17                                             | 31                                                 |                                                    |                                                    | 73                                          | 17                                          | 31                                          |                                             |                                   |                 | 7317                                                         |                 |                                                 |  |
| Zeichen 2. Zeile | JJ                                             | MM                                             | TT                                                 | n                                                  | <                                                  | JJ                                          | MM                                          | TT                                          | n                                           | D                                 | <<              | JJMM                                                         | <<<<<<<         | N                                               |  |
| Bedeutung        | Geburtsjahr Geburtsmonat Geburtstag Prüfziffer | Geburtsjahr Geburtsmonat Geburtstag Prüfziffer | Geburtsjahr Geburtsmonat Geburtstag Prüfziffer     | Geburtsjahr Geburtsmonat Geburtstag Prüfziffer     |                                                    | Ablaufjahr Ablaufmonat Ablauftag Prüfziffer | Ablaufjahr Ablaufmonat Ablauftag Prüfziffer | Ablaufjahr Ablaufmonat Ablauftag Prüfziffer | Ablaufjahr Ablaufmonat Ablauftag Prüfziffer | Staatsangehörigkeit (D = deutsch) |                 | Seit 2. August 2021: Versionsnummer (JahrMonat, vorher <<<<) |                 | Prüfziffer über alle Ziffern (Gesamtprüfziffer) |  |

### Personalausweis gültig bis Oktober 2010
| Gewichtung       | 7317                                     | 31731                                    |                                          |                                   |    | 73                                             | 17                                             | 31                                             |                                                |   | 73                                          | 17                                          | 31                                          |                                             |         |                                                 |
| Zeichen 2. Zeile | wwww                                     | NNNNN                                    | n                                        | D                                 | << | JJ                                             | MM                                             | TT                                             | n                                              | < | JJ                                          | MM                                          | TT                                          | n                                           | <<<<<<< | N                                               |
| Bedeutung        | Behördenkennzahl laufende Nr. Prüfziffer | Behördenkennzahl laufende Nr. Prüfziffer | Behördenkennzahl laufende Nr. Prüfziffer | Staatsangehörigkeit (D = deutsch) |    | Geburtsjahr Geburtsmonat Geburtstag Prüfziffer | Geburtsjahr Geburtsmonat Geburtstag Prüfziffer | Geburtsjahr Geburtsmonat Geburtstag Prüfziffer | Geburtsjahr Geburtsmonat Geburtstag Prüfziffer |   | Ablaufjahr Ablaufmonat Ablauftag Prüfziffer | Ablaufjahr Ablaufmonat Ablauftag Prüfziffer | Ablaufjahr Ablaufmonat Ablauftag Prüfziffer | Ablaufjahr Ablaufmonat Ablauftag Prüfziffer |         | Prüfziffer über alle Ziffern (Gesamtprüfziffer) |

### Pass
| Gewichtung       | 7317                                               | 31731                                              |                                                    |                                   |    | 73                                             | 17                                             | 31                                             |                                                |                                                                 | 73                                          | 17                                          | 31                                          |                                             | 7317                                    |            |            |                                                 |
| Zeichen 2. Zeile | wwww                                               | NNNNN                                              | n                                                  | D                                 | << | JJ                                             | MM                                             | TT                                             | n                                              | G                                                               | JJ                                          | MM                                          | TT                                          | n                                           | JJMM                                    | <<<<<<<<<< | N          | N                                               |
| Bedeutung        | Behördenkennzahl zufällig vergebene Nr. Prüfziffer | Behördenkennzahl zufällig vergebene Nr. Prüfziffer | Behördenkennzahl zufällig vergebene Nr. Prüfziffer | Staatsangehörigkeit (D = deutsch) |    | Geburtsjahr Geburtsmonat Geburtstag Prüfziffer | Geburtsjahr Geburtsmonat Geburtstag Prüfziffer | Geburtsjahr Geburtsmonat Geburtstag Prüfziffer | Geburtsjahr Geburtsmonat Geburtstag Prüfziffer | Geschlecht (F = weiblich, M = männlich, < = anderes Geschlecht) | Ablaufjahr Ablaufmonat Ablauftag Prüfziffer | Ablaufjahr Ablaufmonat Ablauftag Prüfziffer | Ablaufjahr Ablaufmonat Ablauftag Prüfziffer | Ablaufjahr Ablaufmonat Ablauftag Prüfziffer | Versionsnummer (JahrMonat, vorher <<<<) |            | Prüfziffer | Prüfziffer über alle Ziffern (Gesamtprüfziffer) |

## Nutzung, Verwendung
Websites mit jugendgefährdendem Material verlangten oft diese Nummern, um die Volljährigkeit einer Person zu überprüfen. Dies ist aber eine unsichere Verifikationsmethode, da der Algorithmus zur Überprüfung der Kennziffer bekannt ist, und auch Methoden bekannt sind, gültige Ausweisnummern zu generieren. Laut dem Bundesgerichtshof ist diese Methode nicht ausreichend, um die Volljährigkeit zweifelsfrei festzustellen, weswegen die meisten Anbieter von Altersverifikationssystemen nun auf andere Methoden umgestiegen sind.

## Berechnung der Prüfziffern
1. Von links nach rechts mit der ersten Stelle beginnend werden die Stellen sich wiederholend mit 7, 3, 1 gewichtet.
2. Die jeweiligen Produkte aus beiden Zahlen werden berechnet. Das heißt, die Ausweisnummer wird in Dreierblöcke unterteilt, die erste Ziffer jedes Blocks wird mit 7, die zweite Ziffer mit 3 und die dritte Ziffer mit 1 multipliziert; danach beginnt die Sequenz von vorn, die vierte Ziffer wird erneut mit 7 multipliziert usw. Buchstaben werden für die Gewichtung nach dem Schema A → 10, B → 11, …, Z → 35 in Zahlen übersetzt.
3. Die Endziffern (Einerstelle) der Produkte werden addiert.
4. Die Prüfziffer ist die Endziffer dieser Summe (also modulo 10).

Beispiel
Die Ausweisnummern von Erika Mustermann lauten T220001293 (siehe Bild oben links) und 1220001297 (siehe Bild oben rechts). Die letzte Stelle ist jeweils die Prüfziffer (3 bzw. 7), die ersten 9 Stellen fließen in die Berechnung ein:
| Ausweisnummer | Ziffer | Gewichtung | Produkt | Addition der Endziffern |
| ------------- | ------ | ---------- | ------- | ----------------------- |
| T             | 29     | 7          | 203     | 3                       |
| 2             | 2      | 3          | 6       | 6                       |
| 2             | 2      | 1          | 2       | 2                       |
| 0             | 0      | 7          | 0       | 0                       |
| 0             | 0      | 3          | 0       | 0                       |
| 0             | 0      | 1          | 0       | 0                       |
| 1             | 1      | 7          | 7       | 7                       |
| 2             | 2      | 3          | 6       | 6                       |
| 9             | 9      | 1          | 9       | 9                       |
| Summe         | Summe  | Summe      | Summe   | 33                      |

| Ausweisnummer | Ziffer | Gewichtung | Produkt | Addition der Endziffern |
| ------------- | ------ | ---------- | ------- | ----------------------- |
| 1             | 1      | 7          | 7       | 7                       |
| 2             | 2      | 3          | 6       | 6                       |
| 2             | 2      | 1          | 2       | 2                       |
| 0             | 0      | 7          | 0       | 0                       |
| 0             | 0      | 3          | 0       | 0                       |
| 0             | 0      | 1          | 0       | 0                       |
| 1             | 1      | 7          | 7       | 7                       |
| 2             | 2      | 3          | 6       | 6                       |
| 9             | 9      | 1          | 9       | 9                       |
| Summe         | Summe  | Summe      | Summe   | 37                      |

Entspricht die letzte Stelle der Gesamtsumme nicht der Prüfziffer, so ist die Ausweisnummer falsch.